# 하야키타정
하야키타정(일본어: 早来町)은 일본 홋카이도 도오권, 소라치 지청 관내 유후쓰군에 있던 정이다.

## 역사
- 1906년 - 2급정촌제 시행으로, 아바라촌에
- 1923년 : 1급정촌제를 시행하였다.
- 1952년 - 오이와케촌을 분촌하였다.
- 1954년 - 하야키타촌이 개칭되었다.
- 1957년 - 정으로 승격해 하야키타정이 되었다.
- 2006년 - 오이와케정과 합병해 아바라정이 되었다.

## 교통

### 철도
- 홋카이도 여객철도
  - 무로란 본선
  - 세키쇼 선

### 도로
- 도토 자동차도
- 국도 234호선

## 출신인물
- 하시모토 세이코 - 전 스피드스케이팅 선수, 정치인